# حشمت‌آباد (زاوه)
حشمت آباد روستایی در دهستان صفائیه بخش مرکزی شهرستان زاوه استان خراسان رضوی ایران است. بر پایه سرشماری عمومی نفوس و مسکن در سال ۱۳۹۰ جمعیت این روستا ۵۴۵ نفر (در ۱۵۸ خانوار) بوده است.
یکی از جاذبه های دیدنی این روستا مزار سلطان حسین است.